# Alfons Maria Weigl
Alfons Maria Weigl (* 16. März 1903 in Langquaid, Bayern; † 9. August 1990) war ein deutscher katholischer Priester und Schriftsteller.

## Leben
Am 29. Juni 1927 empfing Weigl im Dom zu Regensburg die Priesterweihe. Er wirkte in Marktredwitz, Werdenfels, Wallersdorf, Piegendorf, Oberroning und Langquaid. Am 9. August 1990 starb Weigl und wurde in seiner Heimat in Langquaid beerdigt. Bekannt wurde Weigl besonders durch seine volkstümlichen religiösen Büchlein.

## Veröffentlichungen
- Sankt Josef auch dein Helfer
- Und wieder half der heilige Josef
- Briefe der Gottesliebe (Mutter M. Theresia)
- Werdenfels und sein Marienheiligtum
- Leben aus dem eucharistischen Herrn (Juliane Engelbrecht)
- Mutter Anna, wir rufen zu Dir
- Dein Antlitz leuchte über uns
- Das Größte ist die Liebe (Johann Baptist Reus SJ)
- P. Reus SJ, ein neuer großer Helfer
- In Gottes Vaterhand
- Und in der Stunde
- Sie lebte der Liebe (Mutter Meyer-Bernhold)
- Sie sah ihren Schutzengel
- Maria Theresia Meyer-Bernhold, eine mütterliche Helferin
- Blicke in die Zukunft
- Erlebnisse mit dem grünen Skapulier
- Anna Schäffer – eine Helferin
- Viel mehr Gottvertrauen
- Neun Gebetstage zu Anna Schäffer
- Maria Ancilla von Gebsattel. Eine große Liebende. Altötting 1977.

| Personendaten    | Personendaten                                      |
| ---------------- | -------------------------------------------------- |
| NAME             | Weigl, Alfons Maria                                |
| KURZBESCHREIBUNG | deutscher katholischer Priester und Schriftsteller |
| GEBURTSDATUM     | 16. März 1903                                      |
| GEBURTSORT       | Langquaid, Bayern                                  |
| STERBEDATUM      | 9. August 1990                                     |